# Zaborak
Zaborak su naseljeno mjesto u općini Čajniču, Republika Srpska, BiH.

## Stanovništvo
Nacionalni sastav stanovništva 1991. godine, bio je sljedeći:
| Narod       | Broj stanovnika |
| ----------- | --------------- |
| Srbi        | 222             |
| Muslimani   | 54              |
| Ostali      | 11              |
| Jugoslaveni | 1               |
| Ukupno      | 288             |